# Ferdinand Nagl

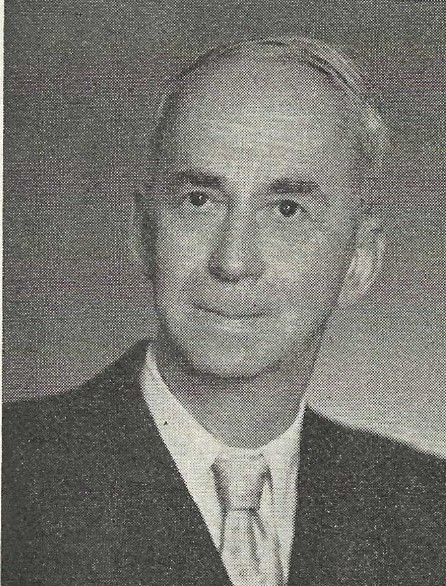
Ferdinand Nagl

Ferdinand Wilhelm Alois Josef Maria Nagl (* 19. Juni 1891 in St. Pölten, Niederösterreich; † 30. Juni 1977 in Lehenrotte, Niederösterreich) war ein österreichischer Jurist und Politiker (ÖVP). Als Mitglied der Provisorischen Staatsregierung Renner 1945 war er ein Mitbegründer der Zweiten Republik.

## Leben
Ferdinand Nagl wurde am 19. Juni 1891 als ältester Sohn von Josef Anton Nagl, k.k. Statthalterei-Bezirkskommisär und späterer Bezirkshauptmann von Korneuburg sowie Hofrat der niederösterreichischen Statthalterei und Aloisia Rosalia Völkl, Hausbesitzerin in St. Pölten geboren. Taufpate war sein Onkel, der spätere St. Pöltner Bürgermeister, Landtags- und Reichsratsabgeordnete Wilhelm Voelkl. Er hatte zwei jüngere Geschwister, Stella (1892/93) und Wilhelm (1894–1918).
Nach der fünfklassigen öffentlichen allgemeinen Knaben-Volksschule in St. Pölten besuchte er die erste Klasse des städtischen Kaiser-Franz-Joseph-Jubiläums-Real-Gymnasiums in Korneuburg, um dann an das Privat-Gymnasium der Gesellschaft Jesu in Kalksburg (Kollegium Kalksburg) zu wechseln, wo er 1910 auch maturierte.
Nach der Matura 1910, begann das Studium der Rechtswissenschaften an der Universität Wien, das er 1912 unterbrach, um seine Offiziersausbildung als Einjährig-Freiwilliger zu beginnen, die er 1915 als Leutnant abschloss.
Noch während seiner Ausbildung kam er als Kadett der Reserve mit seiner Einheit, dem k.u.k. Dragonerregiment „Erzherzog Joseph“ Nr. 15 (den sogenannten „weißen Dragonern“) zum Einsatz und nahm unter anderem am 21. August 1914 an der letzten Reitschlacht der Weltgeschichte nahe der Ortschaft Jaroslavice, Galizien (in der heutigen Ukraine) teil. Von der Ostfront an die Südfront versetzt erreichte er am 9. November 1917 nach dem Durchbruch von Karfreit in der Zwölften Isonzoschlacht als Vorpatrouillen-Kommandant westlich von Susegana als erster die Piave.
Prägend für ihn war der Tod seines Vaters 1917 und der seines jüngeren Bruders Wilhelm, der den noch jungen Luftstreitkräften angehörte und 1918 bei einem Absturz seines Flugzeugs im Luftkampf gefallen ist. Dazu kam der Zusammenbruch der Monarchie und die Tatsache, dass die Familie in der Folge finanziell ruiniert war.
Nach dem Krieg nahm er sein Studium wieder auf, das er 1920 mit der Promotion zum Doctor iuris abschloss, um dann die Richterlaufbahn einzuschlagen und 1927 schließlich Staatsanwalt zu werden.
Seit dem Jahr 1920 im Christlich Sozialen Volksverband tätig, war Ferdinand Nagl nach der Gemeinderatswahl in St. Pölten 1922 vom 14. Mai 1922 bis zum 24. April 1927 Gemeinderat der Stadtgemeinde St. Pölten (Wahlgemeinschaft der vereinigten christlichsozialen und großdeutschen Volksparteien) und von 1931 bis 1933 Gemeinderat der Stadtgemeinde Korneuburg. Am 15. Juli legte er sein Mandat, wegen seiner bevorstehenden Übersiedlung nach Wien, nieder.
In Wien lebte Ferdinand Nagl in Ottakring, dem 16. Gemeindebezirk, wo er sehr bald mit den dort aktiven Mitgliedern der Christlichen Arbeiterbewegung in Kontakt kam. Zu deren Exponenten, mit denen ihn eine lebenslange Freundschaft verbinden sollte, gehörten unter anderem Leopold Kunschak, und Karl Lugmayer. Als 1935 der 1934 innerhalb der Vaterländischen Front gegründete „Arbeitskreis für die Probleme der Arbeiterfragen“, in dem Kunschak und Lugmayer tätig waren, in die „Soziale Arbeitsgemeinschaft“ (SAG) umgewandelt wurde, wurde Ferdinand Nagl Sozialreferent der SAG im 16. Wiener Gemeindebezirk.
1938 wurde er als Oberkriegsgerichtsrat in den Heeresjustizdienst übernommen. Während des Krieges war er zunächst in Frankreich und dann 1941 bis 1943 in Belgien eingesetzt, wurde aber auf Grund seiner den nationalsozialistischen Machthabern zu milde erscheinende Rechtsprechung gegenüber angeblichen Widerstandskämpfern im März 1944 an die Ostfront, in das Baltikum versetzt. Da er seiner Linie treu blieb und sich nicht vom nationalsozialistischen Machtapparat vereinnahmen ließ, wurde er schließlich im Juli 1944 als politisch unzuverlässig zwangspensioniert.
Ferdinand Nagl stand während dieser schwierigen Zeit mit vielen Persönlichkeiten aus dem bürgerlichen Spektrum, die bereits vor dem Krieg politische Funktionen innehatten, in engem Kontakt. Auf Grund dieser Beziehungen wurde er am 27. April 1945, auf Vorschlag der ÖVP, von Karl Renner, in die, mit Zustimmung der Sowjetunion gebildete, erste Nachkriegsregierung, die Provisorische Staatsregierung, aufgenommen. Die Minister wurden damals als Staatssekretäre bezeichnet, die heutigen Staatssekretäre als Unterstaatssekretäre. Nagl wurde einer von drei Unterstaatssekretären im vom parteilosen Josef Gerö geleiteten Staatsamt für Justiz. Seine Aufgabe bestand darin, die im Krieg zerstörten Strukturen wieder zu reaktivieren, um so wieder die Voraussetzungen für eine funktionierende Justiz zu schaffen.
Als Niederösterreicher, der erst kurz vor dem Krieg 1933 nach Wien übersiedelt ist, sowie als Akademiker im Arbeiterbezirk Ottakring lebend, hatte Ferdinand Nagl weder in der ÖVP noch in den von den Nachkriegsparteien nach dem Zweiten Weltkrieg entwickelten sozialpartnerschaftlichen Strukturen eine Machtbasis. Diesbezüglich stand er in politischen Wettbewerb, insbesondere mit den jüngeren Funktionären der 1945 neu gegründeten ÖVP. In der von Renner als erstem Bundespräsidenten der Zweiten Republik am 20. Dezember 1945 berufenen Bundesregierung Leopold Figl I hatte Nagl daher keine Funktion mehr inne.
1946 wurde er zum leitenden ersten Staatsanwalt und 1954 zum Ersten Oberstaatsanwalt in Wien ernannt, eine Funktion, die er bis zu seiner Pensionierung am 1. Jänner 1956 innehatte.
Mit Leopold Kunschak verband ihn auch die Liebe zur Natur und zum Bergsteigen. So war er mit diesem seit 1927 Mitglied des 1908 gegründeten Christlichen Arbeiter-Touristen-Vereins, der bergsportichen Organisation der christlich organisierten Arbeiterschaft. Von 1949 bis zu seinem Tod 1977 stand er diesem Verein, der 1946 reaktiviert und in Österreichischer Touristenverein umbenannt wurde, als Zentralobmann vor. Zum Gedenken an seine unermüdliche Wiederaufbauarbeit nach dem Zweiten Weltkrieg und zum Dank für sein erfolgreiches Bemühen um Wiedererlangung des von den Nationalsozialisten konfiszierten Eigentums des Vereins wurde die vom Verein 1955 erworbene und umgebaute Schutzhütte auf der Hohen Wand nach ihm, „Dr.-Ferdinand-Nagl-Haus“ benannt. 1960 wurde auf einem angrenzenden Grundstück ein 6 Meter hohes Gedenkkreuz errichtet. Dieser Platz wird seither als Dr. Nagl Kanzel geführt. Von 1956 bis 1975 war er auch Obmann der Österreichischen Bergsteigervereinigung, einem Dachverband von damals 34 Bergsportvereinen. Darüber hinaus fungierte er über 10 Jahre lang auch als Vorstandsmitglied (Kassier) des Verbands Alpiner Vereine Österreichs.
Ferdinand Nagl war seit 1926 mit Gudrun, geborene Krenn, verheiratet und hatte mit dieser drei Kinder, Christine (1928), Siegbert (1929–2023) und Beate (1931).
Seine letzten Lebensjahre verbrachte Ferdinand Nagl weitestgehend in Lehenrotte, wo er am 30. Juni 1977 verstarb. Beigesetzt wurde er am 6. Juli 1977 auf dem Ottakringer Friedhof in Wien.

## Auszeichnungen
- Dank und Anerkennung der Bundesregierung der Republik Österreich mit Beschluss der Bundesregierung vom 18. Dezember 1956